# Охаба-Мутник
Охаба-Мутник (рум. Ohaba-Mâtnic) је место које припада општини Копачеле, у жупанији Караш-Северин, у Румунији.

## Историја
Аустријски царски ревизор Ерлер је 1774. године констатовао да место "Охаба Мутник" припада Букошничком округу, Карансебешког дистрикта. Становништво је било претежно влашко.
Место је током 19. века било спахилук српске племићке породице Петровић "от Охаба-Мутник". Та породица Петровић је углавном пребивала у Лугошу. Посед место Охаба-Мутник је (са још два) породица добила због својих заслуга, 17. фебруара 1801. године од аустријског цара Франца II. Као господари тог имања помињу се 1805. године, Теодор и Михаил Петровић. Њихов синовац је био српски књижевник, путописац и драматург Јоаким Вујић.
Као купци једне српске књиге помињу се 1843. године сви чланови те племићке породице: Господар Теодор, спахиница Ангелина (рођ. Стратимировић) и синови - Стефан, Милош и Василије.
По државном шематизму православног клира 1846. године у Охаби живи 540 становника. Православна парохија припада протопрезвирату Карансебешком, а црквене матрикуле су заведене 1791. године. При православном храму Св. Николе служи парох поп Никола Пауљас. У месну вероисповедну школу иде 15 ученика, које учи Јован Руска.

## Становништво
Према попису из 2002. године, насеље је имало 274 становника.